# Vladislav Ivanov (calciatore)
Vladislav Ivanov (5 luglio 1990) è un ex calciatore moldavo, di ruolo attaccante.

## Carriera

### Club
Ha giocato nella massima serie del campionato moldavo con Academia Chişinău, Sfîntul Gheorghe e Costuleni.

### Nazionale
Ha esordito con la nazionale moldava il 18 novembre 2013 nell'amichevole pareggiata per 1-1 contro la Lituania.

## Palmarès

### Club
- Supercoppa di Moldavia: 1

Sheriff Tiraspol: 2016

### Individuale
- Capocannoniere della Meistriliiga: 1

2012 (23 gol)